# TE T3
Der T3 ist ein vierachsiger normalspuriger Elektrotriebwagen der Trossinger Eisenbahn (TE) für deren Strecke von Trossingen Bahnhof nach Trossingen Stadt.
Der Triebwagen wurde 1938 beschafft, um den vorhandenen Fahrzeugbestand mit den Triebwagen TE T1 und 2 und der Elektrolokomotive TE EL4 zu ergänzen. Der T3 wurde auch für den Güterverkehr verwendet. 1990 erfolgte eine historische Aufarbeitung. Er befindet sich als Museumsfahrzeug beim Freundeskreis der Trossinger Eisenbahn e. V. und wird für Sonderfahrten benutzt.

## Geschichte
Die ersten bei der Trossinger Eisenbahn vorhandenen Fahrzeuge entstanden 1898. Nach rund 40 Jahren waren diese für den Güterverkehr nicht mehr ausreichend. Mit dem neuen Fahrzeug konnten 120 t bei der Bergfahrt und 200 t talwärts befördert werden.
Der Triebwagen war bis zur Einstellung des Güterverkehrs 1996 hauptsächlich dafür eingesetzt. Da der T6 störanfällig wurde, wurde der Wagen 2002 reaktiviert und war bis zur 2003 erfolgten Übernahme des Personenverkehrs durch die Hohenzollerische Landesbahn AG (HzL) im Planeinsatz. Er wird mit dem T1, der EL4 und dem T5 im Museumsverkehr eingesetzt.

## Konstruktion
Der Wagen hatte bei Ablieferung je ein Abteil 2. Klasse für acht Personen und ein Abteil 3. Klasse für 52 Personen. Ferner war ein Post- und Gepäckabteil vorhanden. Außermittig zwischen beiden Abteilen war der Einstiegsraum mit eingezogenen Türen. Der Triebwagenführer hatte einen von den Fahrgastabteilen abgetrennten Führerstand. Auf Grund der kurzen Einsatzstrecke wurde auf eine Toilette verzichtet.
Der Wagenkasten ist eine geschweißte Konstruktion und ist in Spantenbauart hergestellt. Das Fahrzeug wurde ohne Sitze geliefert, diese mussten nach der Ankunft in Trossingen eingebaut werden. Der mechanische Teil wurde von der Maschinenfabrik Esslingen gefertigt. Die elektrische Ausrüstung, die aus der Fahrzeugsteuerung und den vier in Tatzlager-Bauart ausgeführten Fahrmotoren besteht, stammt von der AEG. Ursprünglich war der Triebwagen rot/beige mit schwarzem Rahmen und silbernem Dach lackiert. Zeitweise war er blau-weiß lackiert im Einsatz. Als Museumsfahrzeug ist er wieder in der Ursprungsausführung lackiert. Die Spitzenbeleleuchtung besteht aus vier Leuchten. Das mittlere Licht über dem Kuppelhaken diente als verstellbare Tarnbeleuchtung gegen Fliegerangriffe. Im Fahrgastraum ist eine funktionsfähige Verdunkelungsbeleuchtung vorhanden.